# Raúl Fernando Sendic
Ne doit pas être confondu avec Raúl Sendic.
Raúl Sendic, né le 29 août 1962 à Paysandú, est un homme d'État uruguayen. Élu vice-président de la République de Tabaré Vázquez, il prend ses fonctions le 1er mars 2015 et démissionne le 9 septembre 2017, après des révélations sur des scandales de corruption et faux diplôme universitaire le concernant. Le 13 septembre 2017, après sa démission, Lucía Topolansky est élue vice-présidente du pays par l'Assemblée générale.